# Demolition Lovers
«Demolition Lovers» es la undécima pista del álbum I brought you my bullets, you brought me your love, del grupo My Chemical Romance. Los personajes de la canción tienen grandes similitudes con la pareja de asesinos de Bonnie y Clyde, película de Arthur Penn del año 1967. También es la canción más larga de la banda y no tiene estribillo.

## Contenido
La canción trata sobre los asesinos de la historia conceptual del CD, que aún están separados, y perseguidos por todos los crímenes que han cometido. "And we´ll keep it running" (“Y seguiremos huyendo”).
Por lo tanto el hombre se encuentra con la chica y le intenta convencer de su amor. "I´m trying... I´m trying to let you know just how much you mean to me" ( Estoy tratando.. Estoy tratando de hacerte saber cuánto significas para mí). Mientras caminan convencidos hacia el destino que han de pagar por los asesinatos que cometieron. "Like scarecrows that fuel this flame, we´re burning, forever and ever" (Seremos los espantapájaros alimentando el fuego de la llama que encendimos, ardemos, por y para siempre).
Finalmente, ambos mueren enamorados, como esperaban. "And in this pool of blood... And as we´re falling down, I´ll see your eyes. And in this pool of blood, I´ll meet your eyes. I mean this. Forever" (Y en esta piscina de sangre, mientras caemos, te miro a los ojos. Y en esta piscina de sangre, nuestras miradas se encontrarán. Lo prometo, para siempre).
Comienza muy suavemente, un poco semiacústica, cuando se presenta una explosión de guitarras y baterías acompañada de gritos mientras que Gerard Way trata de decirle a su amada cuánto significa para él, pero no puede encontrar las palabras adecuadas.